# Mystus singaringan
Mystus singaringan är en fiskart som först beskrevs av Bleeker, 1846.  Mystus singaringan ingår i släktet Mystus och familjen Bagridae. IUCN kategoriserar arten globalt som livskraftig. Inga underarter finns listade i Catalogue of Life.